# Myrophis anterodorsalis
Myrophis anterodorsalis är en fiskart som beskrevs av Mccosker, Böhlke och Böhlke, 1989. Myrophis anterodorsalis ingår i släktet Myrophis och familjen Ophichthidae. Inga underarter finns listade i Catalogue of Life.